# Babcock Electric Carriage Company
Babcock Electric Carriage Company — производитель электромобилей из г. Буффало, штат Нью-Йорк.
Компания производила электромобили с 1906 по 1912 годы.
В 1906—1910 годах выпускались электромобили:
| Модель   | Название             | Характеристики                                    | Цена  |
| -------- | -------------------- | ------------------------------------------------- | ----- |
| Model 1  | Runabout             | —                                                 | $1800 |
| Model 4  | Stanhope             | 4-местная                                         | $2250 |
| Model 5  | Runabout             | -                                                 | $1600 |
| Model 6  | Victoria Phaeton     | -                                                 | $1800 |
| Model 7  | Brougham             | -                                                 | $4000 |
| Model 10 | Coupe                | —                                                 | $2200 |
| Model 11 | Town Car             | —                                                 | $3250 |
| Model 12 | Gentleman’s Roadster | -                                                 | $2000 |
| Model 16 | Touring Car          | 5-местный, мощность 20 л. с. Аккумуляторы Эдисона | $3800 |

В 1908 году в городе Буффало эксплуатировалось около 300 электромобилей. Они использовались, в основном, компаниями по доставке.
В 1912 году Babcock Electric Company слилась с компанией Buffalo Electric Vehicle Company.
Всего в XX веке в Буффало работали около 30 автосборочных компаний.